# 扎哈里夫卡

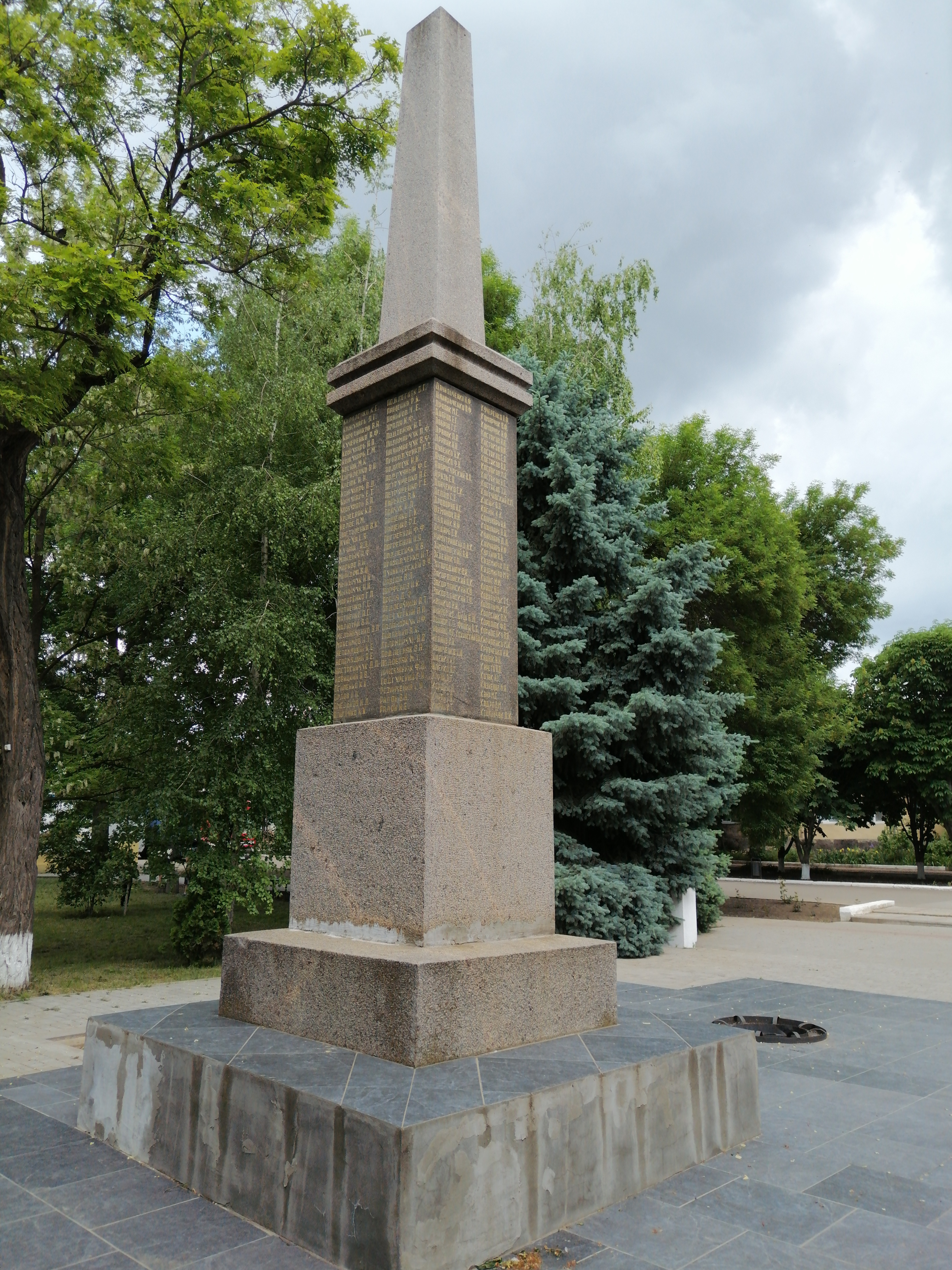
纪念当地人在战争中遇难的纪念碑

扎哈里夫卡（烏克蘭語：Захарівка），1927年11月7日至2016年5月19日名为伏龙佐夫卡，是烏克蘭敖德薩州羅茲季利納區的市級鎮，位於該國西南部，面積7.60平方公里，2021年人口5,237，人口密度每平方公里690人。

## 历史
扎哈里夫卡始建於1791年。该名字来源于男子名扎哈尔（Zakhar）。
在1927年11月7日十月革命十周年纪念时，扎哈里夫卡改名为伏龙佐夫卡，以纪念苏联军事和政治家伏龙芝。伏龙芝的父亲在此出生并生活过很长一段时间。
2016年5月19日，乌克兰最高拉达决定把伏龙佐夫卡改名为扎哈里夫卡，把伏龙佐夫卡區改名为扎哈里夫卡区。此举是为了符合禁止使用源自共产主义名字的法律。
自1923年扎哈里夫卡区成立时，扎哈里夫卡是该区的行政中心。2020年乌克兰行政区划改革后扎哈里夫卡区被撤销并入羅茲季利納區。
自2020年以来扎哈里夫卡是新成立的扎哈里夫卡市镇的行政中心，该市镇覆盖原扎哈里夫卡区的大部分区域。